# Anna-Maria Hagerfors
Anna-Maria Hagerfors, född 17 april 1940 i Djoué, Franska Ekvatorialafrika (i nuvarande Kongo Brazzaville), död 5 februari 2022 i Visby, var en svensk journalist och författare. 
Hon var dotter till missionärerna Sven Hagerfors (1905–2003) och Maria Carleberg (1909–1997). Från 1969 var hon verksam som journalist på Dagens Nyheter. Hagerfors skrev En folkhemsk bok (roman, 1974), När vi ska dö (debattbok, 1975), Gift över tredje världen (debattbok, 1983) och Århundradets Astrid (om Astrid Lindgren, 2002) samt TV-pjäserna Leva livet (1975), Kvinnoborgen (1978), Kan tigrar få ägg? (1982), Nya Dagbladet (1985) och Data Morgana (1986). Hon tilldelades Guldpennan av Publicistklubben 1989 samt Ture Nerman-priset 2002. Hagerfors var fram till 1978 gift med Olof Buckard, med vilken hon hade adoptivsonen Hannes (född 1972). Anna-Maria Hagerfors är begravd på Fårö kyrkogård på Gotland.